# نيوميسين/بوليميكسين ب/هيدروكورتيزون
نيوميسين/بوليميكسين ب/هيدروكورتيزون يُباع تحت العلامة التجارية أوتوسبورين وغيرها، هو دواء يستخدم لعلاج التهاب الأذن الخارجية وبعض اضطرابات العين. يتكون من المضادات الحيوية النيوميسين وبوليميكسين ب و الهيدروكورتيزون. يُستخدم على شكل قطرة للأذن أو قطرة للعين.
تشمل الآثار الجانبية الأكثر شيوعا الحكة والطفح الجلدي. قد تشمل الآثار الجانبية الأخرى الدوخة، وشرى، والحساسية، وفقدان السمع، والصداع. السلامة أثناء الحمل والرضاعة الطبيعية غير واضحة. تعمل المضادات الحيوية عن طريق قتل أنواع محددة من البكتيريا بينما تعمل المنشطات عن طريق تقليل الالتهاب.
تمت الموافقة على التركيبة للاستخدام الطبي في الولايات المتحدة في عام 1964. في المملكة المتحدة، تكلف زجاجة 10 مل هيئة الخدمات الصحية الوطنية حوالي 7.45 جنيهًا إسترلينيًا اعتبارًا من عام 2019. في الولايات المتحدة، تبلغ تكلفة البيع بالجملة لهذا المبلغ حوالي 50 دولار أمريكي. في عام 2016، كان الدواء رقم 290 الأكثر وصفًا في الولايات المتحدة بأكثر من مليون وصفة طبية.

## التاريخ
طُوِّرَ الكورتيسبورين من قبل جلاكسو ويلكوم وتمت الموافقة عليه من قبل إدارة الغذاء والدواء في عام 1975. وفي عام 1997، بيعت الحقوق إلى شركة مونارك للأدوية، وهي قسم من شركة كينغ للأدوية. في عام 2007، باعها كينغ لشركة جي إتش بي للأدوية. استحوذت شركة بار للأدوية على شركة جي إتش بي في عام 2014. في عام 2015، اشترت إندو الدولية بار.

## الكلفة
في عمود لديفيد لازاروس [الإنجليزية] في 4 فبراير 2016 في جريدة لوس أنجلوس تايمز، استذكر صيدلي قارورة 10 ملليلتر من الدواء الذي يُباع بحوالي 10 دولارات في أوائل 2010. في عام 2015، كان السعر 100 دولار، وفي عام 2016، كان يباع بمبلغ 195 دولارًا. تباع النسخة العامة بسعر 144 دولارًا. العقار مملوك من قبل شركة دبلن إندو الدولية التي تتخذ من أيرلندا مقراً لها.

## التركيبات
الاسم العلمي: كبربتات النيوميسين، كبريتات بوليميكسين ب، والهيدروكورتيزون.

شكل الجرعة: مستعلق أذني (السائل مع قطارة الأذن).

اسم عام: سلفات النيوميسين، سلفات بوليميكسين ب، باسيتراسين والهيدروكورتيزون.

شكل الجرعة: مرهم جلدي، قطرات.

## روابط خارجية
- ديليميد